# Зверева, Карина Юрьевна
Кари́на (до 20 лет Мари́на) Ю́рьевна Зве́рева (род. 2 июня 1977, Ленинград) — российская актриса театра, кино и телевидения, танцовщица и артистка эстрады, модель, продюсер. Ведущая разных мероприятий, певица, юмористка, артистка разговорного жанра. Солистка группы «Дори», пишет стихи, бывшая солистка группы «БеБиZ», актриса в мюзикле «Сколько стоит любовь», вела передачу на ОРТ: «Смешные люди», как эстрадная актриса стала известна по передаче «Аншлаг» как девочка Ляля, бывшая участница передач: «Юрмала», «Измайловский парк», «Смеяться разрешается», «Комната смеха», «Смех с доставкой на дом», «Клуб юмора».
Также она участница скетчкомов: «Одноклассники», «Анекдоты — 2», «Одна за всех», «Масквичи», «Однажды в России» и других. Бывшая жена юмориста Геннадия Ветрова, бывшая участница передачи «Аншлаг».

## Биография
Карина Юрьевна Зверева родилась 2 июня 1977 года в Ленинграде.

При рождении мама назвала меня Кариной. Но дедушка как услышал, сказал: «Что это за имя? Как картофельные очистки какие-то. В нашей семье такого не будет!» Договорились, что изменят первую букву. И стала я Мариночкой. Очень долго под этим противным именем жила и как только его не меняла. В первом классе пошла с подружкой Сашей записываться на хореографию, и она сказала, что назовётся Оксаной, а я тогда представилась Каролиной Ландышевой. Ненавидела своё имя, оно меня жутко коробило.— 
С 5 лет благодаря матери, директору ДК, посещала все кружки этого ДК: хореография, бальные танцы, пела в хоре, посещала киношколу, играла на фортепиано, больше всего любила петь и танцевать. Окончила санкт-петербургскую школу № 132. Танцевала в коллективе «Fantasy show».
Окончила гуманитарный университет «Менеджмент в шоу-бизнесе» по специальности продюсер шоу-бизнеса и режиссёр, участвовала в институтской самодеятельности, проявила себя в жанре пародии и «синхробуффонады», ректор поддерживал самодеятельность. Однажды на день рождения института пригласили вести концерт популярного в Санкт-Петербурге юмориста Геннадия Ветрова. Зверева изображала Филиппа Киркорова, вместе с подругой они показывали пародию на него и Аллу Пугачёву. На следующий день они встретились с Ветровым на концерте для воспитанников детских домов, он позвонил ей через полгода и позвал на съёмки музыкальной программы для РТР. На тот момент Ветрову было 38 лет, а Зверевой 19.
15 июля 1997 года Зверева вышла замуж за Геннадия Ветрова. Зверева ради него отказалась от участия в группе «Блестящие». В 20 лет по совету мужа сменила имя на Карина.

### Юмор

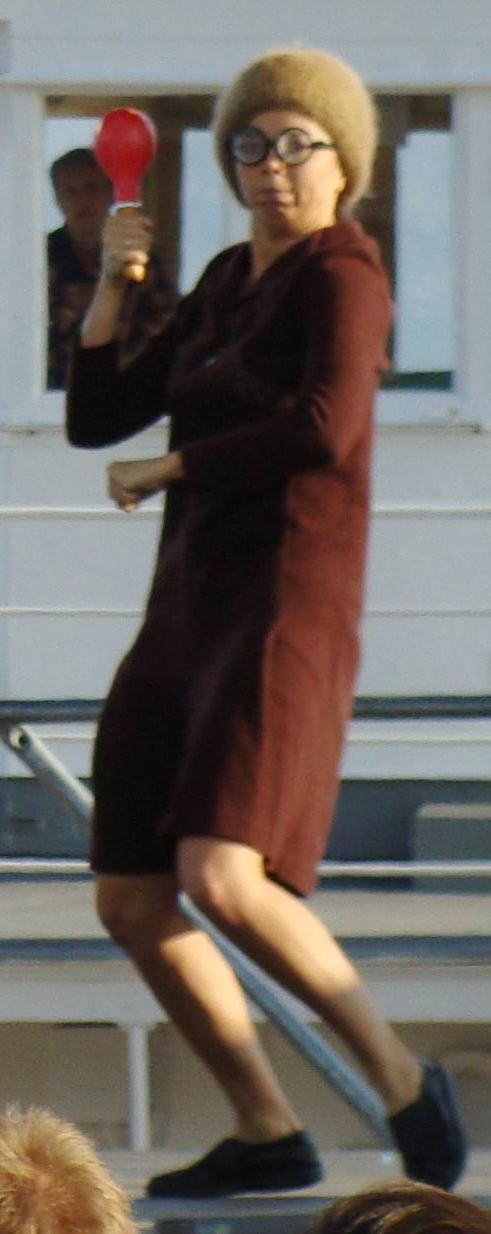
Карина Зверева в образе Музы Петровны, 2009 год

Уйдя в 1999 году из петербургского танцевального коллектива, вместе с мужем и Еленой Воробей переехали жить в Москву, жили на съёмных квартирах, потом купили квартиру с помощью друзей. Чтобы жена не скучала дома, Ветров брал жену на гастроли в качестве звукорежиссёра. Потом придумал для неё номер с танцами, он тратил 30—40 секунд на переодевания, эту паузу Зверева заполняла танцами. Карина Зверева начала работать ассистенткой в сольных концертах Геннадия Ветрова. Позже родились такие образы, как девочка Ляля и Муза Петровна Шальных, которая подтанцовывала Софоклу (Геннадию Ветрову) в песне «Адырда». Вместе с ним появилась в «Аншлаге» и Зверева в пародии на Дэвида Копперфильда и Клаудию Шиффер («Рашен Дэвид Коперфильд и его Клава»). Перед началом выступлений на сцене Регина Дубовицкая объявляла их как Геннадия и Карину Ветровых, однако позже Зверева стала использовать девичью фамилию.
Дубовицкая, увидев на концерте «девочку Лялю» (Карину Звереву в образе), попросила Ветрова сделать Зверевой полноценный номер. После этого её стали снимать и приглашать в юмористические передачи — такие, как «Юрмала», «Измайловский парк», «Смеяться разрешается», «Комната смеха», «Смешные люди», а также позволили участвовать в разных сборных концертах и бенефисах.
Сначала на афишах писали «Ветров и его спутница Карина», а позже — «Геннадий Ветров и Карина Зверева». Под влиянием Зверевой Ветров создал театр «Ветреные люди», у неё появилось своё шоу «Шоу Карины Зверевой», которое состояло из разных танцевальных, песенных и юмористических номеров. Имела общий номер с Еленой Воробей и Светланой Рожковой.
Выступала с 2004 года по 2009 год с дуэтом «Перцы» (бывшие квнщики из команды «Дети лейтенанта Шмидта» Николай Георгиев и Илья Мотовилов). Сергей Дроботенко сделал пародию на девочку Лялю.
После развода с Ветровым Регина Дубовицкая перестала включать выступления Карины Зверевой в «Аншлаг», а также приглашать её на съемки новых передач.
С юмором связаны также такие скетчкомы, как «Смехзавод», «Анекдоты-2» и другие. Любит чёрный юмор и шутки ниже пояса.

### Танцевальная карьера
После окончания университета Зверева работала в танцевальном коллективе Fantasy show, танцовщицей у певца Сосо Павлиашвили с танцем живота (belly dance) и сольно с тем же танцем.
В театре «Ветреные люди» у Зверевой был номер «Жемчужина Востока» в составе группы «Богини востока», танцы в совместных концертах с Геннадием Ветровым. Также Зверева умеет танцевать pole dance.

### Певица
В 2003 году Карина Зверева прошла кастинг в группу «Блестящие», её хотели взять вместо Жанны Фриске, которая покидала группу. На кастинге она познакомилась с Анной Семенович. Ей поставили условие — покрасить волосы в чёрный цвет. Зверева отказалась в пользу мужа.
Зверева в своём шоу исполняла песни: «Манерный романс», «Девичья», «Рома, я дома», «Чихуа-хуа». В мюзикле «Сколько стоит любовь» пела песню «Лишь горстка пепла — вот любви итог…», а также песню «Для тебя…» (дуэтом с Денисом Тарасенко и Леонидом Семидьяновым).
Карина Зверева и Игорь Коваленко — «журнал Forbes» в телепередача «Бункер NEWS», телепередача «Top Gёrl» — «Карамеля моя». Пела в мюзикле «Сколько стоит любовь».
Была участницей группы «БеБиZ» (продюсер Владимир Ферапонтов), псевдоним «Карамеля» невольно возник благодаря шуточной одноимённой песне в шоу «Top Gёrl».
Пела вместе с Юрием и Владимиром Торсуевыми песню «Крылатые качели», Графом Гагариным. Вместе с участницами группы «БеБиZ» Карина Зверева снялась в клипе Графа Гагарина «Эх, довели меня бабы».
Участница группы «Дори», пишет стихи.

#### Дискография
- 2017 — Табу (сингл)
- 2017 — Красивая пропасть [EP][53]
- 2021 — Модная (сингл)
- 2021 — Зависли (сингл)

### Фотомодель
Снималась в эротических фотосессиях у таких фотографов, как Руслан Рощупкин, Константин Леляк, Aleksey&Marina (фотограф Алексей Козлов и художник, дизайнер Марина Хлебникова), Елена Сикорская, Сева Галкин, Марта Май (Алёна Игнатьева) Карен Абрамян, Валерий Орлов, Фёдор Лунин, Сергей Митяев, Виталий Дорохов и другие.
Принимала участие в показе одежды дизайнерского дуэта PeeshPro: (Екатерина Новотоцкая-Власова (она же Коша Овечкин — участница группы «БеБиZ») и Елена Бровцева.
Карина Зверева вошла в «Топ-100 самых сексуальных женщин страны — 2018 (42-е место) и 2019 (57-е место)» по версии журнала «Maxim», снималась обнажённой для этого журнала в 2015 году, фотограф Олег Зотов, однако фотосессия в журнал не вошла, прошла кастинг на постоянную рубрику «Здоровье» в образе медсестры.

### Пластические операции
Увеличила грудь с помощью силиконовых имплантатов и увеличила губы гиалуроновой кислотой, делает уколы гиалуроновой кислоты.

## Семья
Дед по отцу — Сергей Анатольевич Зверев.
Дед по матери — Терентий Никитович Тимакин — прошёл от Сталинграда до Берлина, участвовал во взятии Рейхстага. Награждён двумя Орденами Славы.
Отец — Юрий Сергеевич Зверев (18 ноября 1948 — 2002) — был острословом, работал всю жизнь инженером, позднее занялся бизнесом, был владельцем строительной фирмы.
Мать — Валентина Терентьевна Зверева (дев. Тимакина) (род. 6 октября 1948), работала директором в Доме детского творчества.
Карина — единственная дочь у родителей, но у неё есть двоюродная племянница, которую она называет сестрой — Нана Кириченко (род. 30 августа 1979), директор коллектива Геннадия Ветрова.

### Личная жизнь

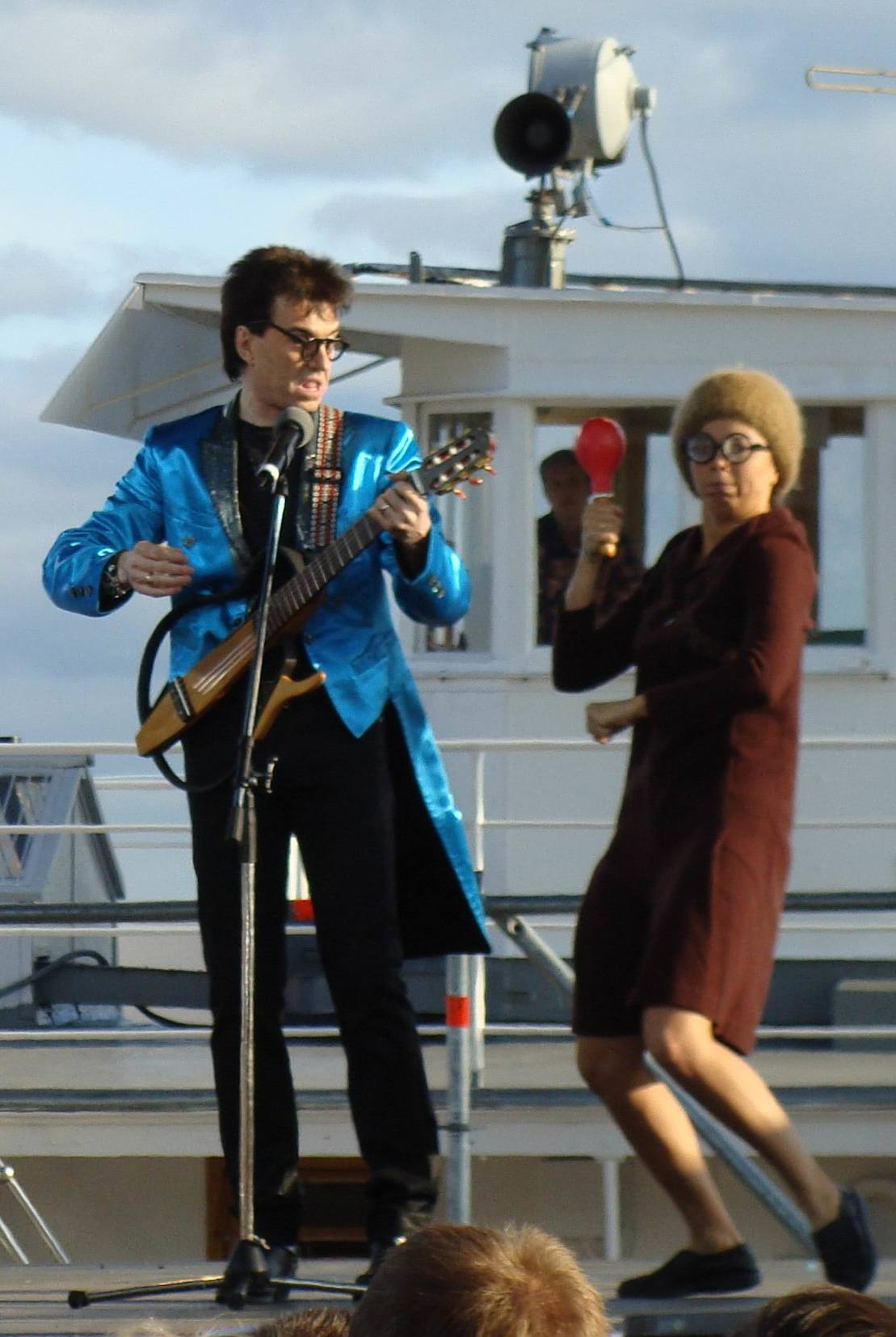
Геннадий Ветров и Карина Зверева в Архангельске (2009 год)

Первый муж (15 июля 1997 или 1999—2011) — Геннадий Ветров (род. 18.11.1958) — юморист. В 2010 году, по словам Геннадия Ветрова, он разрешил жене ездить на гастроли сольно и отдыхать самостоятельно, а в 2011 году Зверева ушла от мужа, оставшись с ним, по её собственному признанию, в дружеских отношениях. В интервью сказала, что прожила с Ветровым в браке 12 лет, то есть до 2009 или 2010 года, супруги скрывали развод от прессы до 2013 года. В 2019 году призналась, что сожалеет о том, что ушла от Геннадия Ветрова и что не родила ему детей.
Второй муж (2011—2015) — Даниил Иванович Новиков (род. 10.04.1979) — тренер по мотокроссу, известный как Даня Молотов, Карина тоже купила тогда мотоцикл и увлеклась мотокроссом, позже она увлеклась фитнесом и ушла к фитнес-тренеру.
Третий муж (2015—2017)) — Рафаэль Хайдярович Хусяинов (род. 18 сентября 1986) — фитнес-тренер в клубе «Марк Аврелий Измайлово», окончил ПИФК МГПУ, работал учителем физкультуры, мастер спорта по плаванию, КМС по АрмСпорту, выступающий спортсмен в федерации IFBB в категории «Men’s Physique», призёр чемпионата Mr. Olympia, татарин по национальности, одноклассник и тренер актёра Данилы Якушева, актёр, снимался в фильме «Всё или ничего» в роли сотрудника ДПС, с 2016 года предприниматель.
Его младший брат — Руслан Хайдярович Хусяинов (род. 21 июня 1991) — специалист в области физической культуры и спорта, КМС по футболу, выступающий спортсмен в Федерации IFBB в категории Men’s Physique, чемпион турнира «Power pro show Mister Olympia 2014 Moscow Men’s Physique», готовит спортсменов к выступлениям в категории Men’s Physique.
Почти в 40 лет (за 2 дня) 31 мая 2017 года Карина Зверева родила сына Эрнеста, его отец Рафаэль Хусиянов, а крёстный отец — Николай Георгиев из дуэта «Перцы», с которыми раньше выступала Карина. Назван в честь прадеда Зверевой.
Скрывает от общества свою личную жизнь, так как считает, что она должна иметь амплуа свободной женщины.

## Театральные работы
Актриса театра эстрады и театра на Таганке
- «Вечеринка у монстров»
- «Притворство и любовь»
- «Чудо в большом городе»
- Комедия «Всё по-честному»
- Кабаре-комедия «Миллион биткойнов для любимой»
- Комедия «Мужчины по графику»
- «Счастливые люди»[100]
- «Одинокая насмешница»[101]
- Трагикомедия «Битва с экстрасенсом»[102][103]
- Комедия «Неугомонная авантюристка»[102]
- Комедия «Клара, деньги и любовь» — Аннета[104]
- Комедия «Звёздные парни» (режиссёр Карен Нерсисян по пьесе Лиона Измайлова «Весельчаки по-русски») — помощник режиссёра Дуня[105]
- Комедия «Здравствуйте, я ваша тёща!» (Режиссёр Пётр Белышков) — Алла[106][107]

Театр «Кашемир»
- 2013  — «Фауст. Четвертая стена» по мотивам пьесы Николая Евреинова «Четвертая стена» (реж. Илья Ильин)  — Марго

### Мюзиклы
- цирковой мюзикл для взрослых «Сколько стоит любовь»[108] — Наталья (главная роль) — режиссёр-постановщик мюзикла Яков Ломкин, продюсер Яна Шевченко («Цирк на воде» и «Цирк на льду»), композиторы: Денис Ковальский, Михаил Лидес, Сергей Кукузенко[109][110][111]
- шоу «Звёздный лайнер» — две стюардессы

## Фильмография
| Год       |   | Название                        | Роль                                                |
| --------- | - | ------------------------------- | --------------------------------------------------- |
| 2024      | с | Светлаков+                      | дикарка                                             |
| 2024      | с | Миля                            | Миля                                                |
| 2023      | ф | Беспринципные в деревне         | Лариса                                              |
| 2023      | с | Разрешите обратиться            | секретарша Корчагина                                |
| 2023      | ф | Идеальные холостяки             | Наташа                                              |
| 2022      | ф | СамоИрония судьбы               | подружка Нади                                       |
| 2022      | ф | Мальдивы подождут               | Лаура                                               |
| 2022      | с | Просто Михалыч                  | Марта                                               |
| 2021      | с | Евгенич                         | Элеонора                                            |
| 2021—2022 | с | Моя большая тайна               | Бэлла, мама Веро, попечитель МДА                    |
| 2021      | ф | Прабабушка лёгкого поведения    | Стелла                                              |
| 2020      | с | Беспринципные                   | Лариса, подруга Валентины, жена Саввы               |
| 2020      | с | Спроси Марту                    | Соня                                                |
| 2020      | с | Марлен                          | Марина Клименцова                                   |
| 2020      | ф | Красотка в ударе                | пациентка                                           |
| 2020      | с | СеняФедя (4 сезон)              | Анжела, стриптизёрша (7 серия)                      |
| 2019      | ф | Брови / Brovi                   | жена Сергея                                         |
| 2019—2024 | с | Полярный                        | Анжела                                              |
| 2019—2020 | с | Кухня. Война за отель           | Юлия (Джулия Голд), женский коуч и известный блогер |
| 2017      | с | Стандарты красоты. Новая любовь | Александра                                          |
| 2017      | ф | Герасим                         | Елена                                               |
| 2017      | ф | Последний богатырь              | заказчица                                           |
| 2017      | с | Отель Элеон (2 сезон)           | художница, рисующая грудью (14 серия)               |
| 2016      | с | Стандарты красоты               | Александра                                          |
| 2016      | ф | Мальчишник                      | Наталья                                             |
| 2016      | ф | Суперплохие                     | Полина                                              |
| 2015      | с | Озабоченные, или Любовь зла     | Ксения                                              |
| 2015      | с | Метод                           | Наталья (голая модель)                              |
| 2014      | с | Вдова                           | Ника                                                |
| 2013      | с | Студия 17                       | Альбина                                             |
| 2013      | с | Думай как женщина               | Мила Образцова                                      |
| 2012      | с | Радио SEX                       | Кристина                                            |
| 2012      | с | Кто, если не я?                 | Ксения, жена юриста Альберта                        |
| 2007      | с | Кровавая Мэри                   | девушка-водитель                                    |

## Книги
- 2019 — Как бросить курить и его[112]. (соавтор — Михаил Кукота)